# Ga Sinjeong
Ga Sinjeong là ga đường sắt trên Tàu điện ngầm vùng thủ đô Seoul tuyến 5.

## Bố trí ga
| Kkachisan ↑ |
| \| W/B      |
| ↓ Mok-dong  |

| Hướng Tây  | ●Tuyến 5 | ← Hướng đi Banghwa                      |
| Hướng Đông | ●Tuyến 5 | → Hướng đi Hanam Geomdansan · Macheon → |